# 重松森雄
重松 森雄（しげまつ もりお、1940年6月21日 - ）は、日本のマラソン選手。福岡県出身。1965年に世界最高記録を樹立した。

## 人物・来歴
福岡県立福岡工業高等学校を卒業して、1959年九電工に入社する。
1960年に熊日30キロロードレースで当時の日本記録で優勝。
九州一周駅伝などのレースに出場するが、1961年に病気に襲われ、療養を余儀なくされる。このとき、将来をことを考えて大学を出ておくべきだと決意し、九電工を退社。1962年に福岡大学に入学するという異色の経歴の持ち主である。
1964年1月2・3日、第40回箱根駅伝に立命館大学と共に福岡大学が招待され、エース区間の2区を走った。日大の高口徹、中大の碓井哲雄ら並み居る関東の強豪の走者を差しおいて区間賞相当の記録をマーク（招待大学のため参考記録）。1964年東京オリンピックの代表を逃したが、1965年4月のボストンマラソンに出場し、2:16:33の大会新記録で優勝。
さらにそれから53日後の同1965年6月12日、イギリスの第45回ポリテクニック・ハリアーズ・マラソン（ウィンザーマラソン）に出場し、前年の東京オリンピックでアベベ・ビキラが作った世界最高記録を更新する2:12:00の記録で優勝した。
この記録は1967年12月3日の国際マラソンで、オーストラリアのデレク・クレイトンが2:09:36.4を記録して更新され、結果として2時間10分台の世界最高記録としては最後となった。
また、2020年現在、日本人が樹立した最後の男子マラソン世界記録である。
引退後は岩田屋やサニックスの女子陸上部の監督を歴任した。
現在、クラブチーム「ファースト・ドリームAC」（福岡市）の監督。一般社団法人日本スロージョギング協会理事長。
2015年、ボストンマラソンが毎年実施している「50年前の優勝者招待」の対象となり、渡米して「ボストンで優勝して自信がつき、世界記録につながった」とコメントするとともに、大会とは別に実施された5kmのファンランに参加した。
2017年、長崎県の実業団チームメモリードで女子陸上部の総監督に就任した。
指導者としては、岡部平太に強い影響を受けている。
2019年8月、その名を冠した「重松森雄杯 脊振山麓選抜小学生駅伝競走大会」が開催された。

## マラソン成績
- 自己最高記録…2時間12分00秒（1965年6月）

| 年月    | 大会名                               | タイム      | 順位 | 備考                       |
| ------- | ------------------------------------ | ----------- | ---- | -------------------------- |
| 1962.12 | 朝日国際マラソン                     | 2：22：23   | 15位 |                            |
| 1963.03 | 延岡西日本マラソン                   | 2：20：56.6 | 優勝 |                            |
| 1963.05 | 毎日マラソン                         | 2：22：05.2 | 2位  | 東京五輪のコースで開催     |
| 1964.02 | 別府大分毎日マラソン                 | 2：21：34.2 | 6位  |                            |
| 1964.04 | 毎日マラソン                         | 2：20：32.2 | 5位  | 東京五輪のコースで開催     |
| 1964.12 | 朝日国際マラソン                     | 2：17：56.8 | 5位  |                            |
| 1965.02 | 別府大分毎日マラソン                 | 2：16：15   | 4位  |                            |
| 1965.04 | ボストンマラソン                     | 2：16：33   | 優勝 |                            |
| 1965.06 | ポリテクニック・ハリアーズ・マラソン | 2：12：00   | 優勝 | 世界最高記録、自己最高記録 |
| 1966.02 | 別府大分毎日マラソン                 | 2：16：16   | 9位  |                            |
| 1966.08 | タイムスマラソン                     | 2：30：06.2 | 優勝 |                            |
| 1966.12 | アジア大会（バンコク）               | 2：35：04.2 | 2位  |                            |
| 1967.12 | 国際マラソン                         | 2：20：54   | 19位 |                            |
| 1968.02 | 別府大分毎日マラソン                 | 2：17：46   | 10位 |                            |
| 1968.04 | 毎日マラソン                         | 2：17：15   | 4位  |                            |
| 1968.08 | タイムスマラソン                     | 2：24：27   | 優勝 |                            |
| 1969.02 | 別府大分毎日マラソン                 | 2：21：01.4 | 9位  |                            |
| 1969.03 | 新報那覇マラソン                     | 2：30：12   | 優勝 |                            |
| 1969.08 | タイムスマラソン                     | 2：24：42.2 | 3位  |                            |
| 1970.09 | タイムスマラソン                     | 2：23：11   | 2位  |                            |
| 1971.09 | タイムスマラソン                     | 2：26：29.8 | 6位  |                            |
| 1971.12 | 国際マラソン                         | 2：32：36   | 34位 |                            |